# Аксел Витсел
Аксел Витсел (хол. Axel Witsel; Лијеж, 12. јануар 1989) је белгијски фудбалер и репрезентативац. Тренутно игра за Атлетико Мадрид.

## Клупска каријера
Дебитовао је за Стандард из Лијежа 17. септембра 2006. године у мечу против Брисела, а заменио је Стефена Дефура у 89 минуту. Једанаест дана касније дебитовао је у Европи, поново је ушао у игру као резерва. У сезони 2007/08. играо је чешће, а Стандард постаје шампион на крају сезоне. Тада је Витсел имао 18 година. Окосницу тима заједно са Витселом чинили су и још два млада Белгијанца Дефур и Фелаини. Такође, Витсел је постао најбољи млади играч у Белгији.
Дана 20. августа 2009, након жестоког старта поломио је ногу Марчину Василевском током меча између Стандарда и Андерлехта. Казнила га је белгијска фудбалска асоцијација неиграњем до 23. новембра, али је потом казна смањена на осам утакмица.
Дана 13. јула 2011. године одлази у лисабонску Бенфику, потписујући петогодишњи уговор. 24. септембра, Витсел је постигао два гола у плејофу за пролазак у Лигу шампиона против Твентеа. Дана 9. јануара, постигао је први гол на утакмици у победи од 4:1 против Виторије Гимараеш.
Дана 3. септембра 2012, Витсел је потписао петогодишњи уговор са руским шампионом Зенитом. Висина трансфера износи 40 милиона евра. Дебитовао је за Зенит 14. септембра 2012. на домаћем терену против Терека из Грозног. Са Зенитом је освојио једно првенство, куп и два пута суперкуп Русије. Од 2017. игра за кинески Тјенцин.

## Репрезентација
Играо је за младу репрезентацију до 21 године десет пута, помогао је тиму да стигне до полуфинала на Европском првенству 2007. године.
Дана 26. марта 2008, Витсел је дебитовао за Белгију на пријатељској утакмици против Марока. Утакмица је завршена са поразом Белгијанаца 1:4, али је Витсел постигао први гол за Белгију.
Дана 13. маја 2014, Витсел је уврштен у састав Белгије на Светском првенству 2014. Играо је на Европском првенству 2016. у Француској. Постигао је гол током првенства, у мечу групе Е против Републике Ирске. Представљао је Белгију на Светском првенству 2018. године у Русији.

## Приватни живот
У јуну 2015. године, Витсел се оженио за своју дугогодишњу девојку Рафаелу Сабо с којом има троје деце.
Отац му је пореклом са Мартиника.

## Статистика каријере

### Репрезентативна
Статистика до 8. јуна 2024.
| Тим     | Год.   | Наступи | Голови |
| ------- | ------ | ------- | ------ |
| Белгија |        |         |        |
| 2008    | 7      | 1       |        |
| 2009    | 3      | 1       |        |
| 2010    | 5      | 0       |        |
| 2011    | 11     | 3       |        |
| 2012    | 9      | 0       |        |
| 2013    | 10     | 0       |        |
| 2014    | 11     | 1       |        |
| 2015    | 9      | 0       |        |
| 2016    | 15     | 2       |        |
| 2017    | 7      | 1       |        |
| 2018    | 13     | 0       |        |
| 2019    | 5      | 0       |        |
| 2020    | 5      | 1       |        |
| 2021    | 10     | 1       |        |
| 2022    | 10     | 1       |        |
| 2023    | 0      | 0       |        |
| 2024    | 2      | 0       |        |
| Укупно  | Укупно | 132     | 12     |

## Трофеји
Стандард
- Прва лига Белгије (2) : 2007/08, 2008/09.
- Куп Белгије (1) : 2010/11.
- Суперкуп Белгије (2) : 2008, 2009.

Бенфика
- Португалски лига куп (1) : 2011–12.[19]

Зенит
- Премијер лига Русије (1) : 2014–15.
- Куп Русије (1) : 2015–16.
- Суперкуп Русије (1) : 2015.[19]

Борусија Дортмунд
- Суперкуп Немачке (1) : 2019.